# Rhadinella kanalchutchan
Espèce
Synonymes
- Rhadinaea kanalchutchan Mendelson & Kizirian, 1995

Statut de conservation UICN

 DD  : Données insuffisantes
Rhadinella kanalchutchan  est une espèce de serpents de la famille des Dipsadidae.

## Répartition
Cette espèce est endémique de l'État du Chiapas au Mexique.

## Publication originale
- Mendelson & Kizirian, 1995 : Geographic variation in Rhadinaea hempsteadae (Serpentes: Colubridae) with the description of a new species from Chiapas, Mexico. Herpetologica, vol. 51, no 3, p. 301-313.